# Veneno para las hadas
Veneno para las hadas es una película de terror sobrenatural mexicana de 1986, dirigida y escrita por Carlos Enrique Taboada. Es una de las últimas películas que Taboada dirigió, ya que después se dedicó principalmente a escribir para otros directores y a realizar trabajos televisivos.
La obra de Taboada estuvo muy ligada al género de horror, Veneno para las hadas es quizá su obra mejor lograda del género. Antes había realizado Más negro que la noche, El libro de piedra y Hasta el viento tiene miedo, que alcanzaron mayor popularidad, sin embargo la crítica recibió mejor a Veneno para las hadas. La película fue filmada en 1984 pero estrenada en 1986.

## Argumento
La película comienza en los años 40 con una niña pequeña subiendo unas escaleras, cuchillo en mano, hasta que entra en una habitación oscura donde se encuentra una mujer que parece ser su madre, la cual le llama la atención, hasta que inesperadamente la niña le corta la garganta con una sonrisa malvada, la mujer cae muerta mientras su sangre mancha el suelo, esto da fin a esta historia ficticia que escuchaba una niña llamada Verónica en su cama, la persona que contaba la historia revela que en realidad la niña de la historia era una bruja disfrazada, y que las brujas “lo pueden todo”.
Verónica es una niña huérfana que vive en una villa en ruinas con su abuela inválida y su niñera supersticiosa. La niñera llena la mente de Verónica con siniestras historias de brujas, que ella insiste en que son reales. En lugar de asustarse, Verónica suele consolarse con estas historias, imaginándose ella misma como una bruja, para sentirse más poderosa que las niñas de su escuela parroquial, que se burlan de ella y la condenan al ostracismo por su extrañeza. 
La tímida y solitaria Flavia, que proviene de una familia muy rica, llega como nueva alumna. Verónica envidia la riqueza material de Flavia, así como a sus cariñosos padres. Con la esperanza de impresionar a Flavia, Verónica presume de ser una bruja de verdad que puede hacer que ocurra todo lo que quiera. Flavia, quien ha sido criada como atea, se muestra escéptica ante las afirmaciones de Verónica, pero también temerosa. Para convencerla, Verónica se atribuye el mérito de una serie de extrañas coincidencias, diciéndole a Flavia que las ha provocado con magia negra. Todo cambia, sin embargo, una vez que el maleficio que lanza sobre la profesora de piano de Flavia da sus frutos; en lugar de enviarla a un lugar lejano, la mujer muere. Es entonces cuando Flavia empieza a creer -y a temer- a Verónica, hasta el punto de entregarle sus posesiones más preciadas y obedecerla siempre que se lo pide. Verónica, encantada con su nuevo poder, sigue organizando sucesos aterradores para mantener a su nueva amiga bajo su dominio.
Las exigencias de Verónica culminan con la petición de que la inviten a las vacaciones familiares de Flavia a un remota casa de campo. Allí, Verónica anuncia su plan de fabricar un veneno para las hadas, de las que se dice que son los enemigos naturales de las brujas. Flavia se aterroriza aún más al pensar en el poder de Verónica una vez que las hadas sean destruidas, pero continúa ayudando a Verónica a reunir materiales para el brebaje -que incluyen la piel de una serpiente, un sapo, una lagartija, una araña, una cruz de madera reducida a cenizas y tierra de un cementerio- lo que les obliga a salir a escondidas a altas horas de la noche y a entrar en zonas que tienen prohibidas. Cuando finalmente las atrapan, Flavia les cuenta sus planes a sus padres, que las reprenden con severidad y les dicen que las brujas no son reales.
Como castigo, y para reafirmar su control sobre Flavia, Verónica le exige a Flavia otra despiadada prueba de lealtad, en este caso, es que le entregue su querido perro, Hippie, y le dice que su plan continuará. Temiendo que las brujas le saquen los ojos, Flavia renuncia a su querida mascota. El control que Verónica ejerce sobre Flavia ha llegado a un punto crítico, pero aún hay tiempo para romperlo.
Cuando Verónica se encuentra en la parte alta del establo del rancho preparando el veneno para las hadas y Flavia está en la parte de abajo observándola, la sombra de Verónica se convierte en una bruja ante los ojos de la incrédula Flavia, quien, presa del terror, quita la escalera y dejando caer una vela encendida sobre un montón de paja, prende fuego al establo (su padre le había contado anteriormente que en la antigüedad las brujas eran quemadas en la hoguera). Entonces, toma a su pequeño perro y se aleja del establo. Al escuchar el sonido del fuego y ver el humo que emana de la parte baja del establo, Verónica comienza a gritar aterrada y rogar por ayuda a su amiga ante su inminente y aterrador final, mientras Flavia contempla la escena desde fuera, sonriendo con satisfacción.
La  secuencia de créditos es algo perturbadora ya que la cámara muestra dos imágenes sincronizadas: el rostro aliviado de Flavia iluminado por la luz, y el establo que sigue quemándose con potentes llamas que sobresalen desde el techo calcinado, haciendo alusión a que Verónica, por su maldad, terminará en el lugar en el que terminan las brujas que tanto idolatraba: El infierno.

## Reparto
| Actor                | Personaje       |
| -------------------- | --------------- |
| Ana Patricia Rojo    | Verónica        |
| Elsa María Gutiérrez | Flavia          |
| Leonor Llausás       | La Bruja        |
| Araceli de León      | Nana            |
| María Santander      | Miss Aragón     |
| Laura Almela         | Claudia         |
| Arturo Beristáin     | Padre de Flavia |
| Anna Silvetti        | Madre de Flavia |

## Crítica
El sitio de Tomatazos.com recopiló algunas de las críticas que en su momento se publicaron sobre la cinta.
Rodrigo Vidal Tamayo de Revista Cinefagia: La atmósfera lúgubre y llena de ansia que Taboada crea es muy acertada. Además, el guión es bastante coherente y deja que los personajes hablen de manera verosímil.
En Super Marcey se escribió: La película es una delicia visual. En ese sentido es realmente perfecta. Es muy vibrante en color y las tomas se realizan de manera muy interesante.
Félix H. Ponce para Alucine Cinéfago: Veneno para las Hadas resulta muy atractiva no sólo en lo que respecta a la trama y a la evolución de la historia (con un maravilloso y sorprendente final), sino también en la estética y visualmente.
J. Luis Rivera de W Cinema: Veneno para las Hadas sigue siendo uno de los filmes más originales y cautivadores del director Carlos Enrique Taboada, que ofrece un cuento de hadas profundamente sombrío para adultos.
Elaine Macintyre del blog Film Reviews: En parte una tierna historia sobrenatural, en parte un drama psicológico que explora las consecuencias espantosas del bullying, Veneno para las Hadas es tan entrañable como es alarmante.
El Rector de Nido de Cuervos escribió: La lograda ambigüedad de la historia, la cual se mantiene inmaculada hasta las últimas consecuencias, el descomunal trabajo de las dos protagonistas, la gran personalidad que destila su dirección artística, y ese final tan macabro como poético, creo que pueden y deben ser motivo suficiente para una tarde de domingo atípica.
En una editorial, el sitio de Bloody Disgusting apuntó sobre la película: La historia negocia hábilmente sus tonos opuestos; los momentos encantadores de madurez, inundados de luz pura, se compensan con las escenas más siniestras, utilizando una técnica de filmación en claroscuro. La forma en que se representa a los adultos en la pantalla -son sombras periféricas, o sus rostros están ocultos a la cámara- mantiene la atención en los niños. Independientemente del público al que se dirige o de la edad de los personajes centrales, esta no es en absoluto una película para niños. Las dos niñas recurren a los cuentos de hadas para navegar por su infancia y desafiar al mundo que las rodea.
El portal de Cine Oculto hace una revalorización del filme: Hablamos de un clásico que brilló, y aún lo hace, por su original dualidad; por un lado es una metáfora de todo lo que puede ir mal por el descuido de los padres hacia los hijos, quienes, a su vez, tienen miedos e inseguridades reales. Pero es en este periodo de la vida donde todo puede torcerse y tomar un rumbo siniestro. Si agregamos a la fórmula una inflamada imaginación, el abandono pueril, locaciones coloniales melancólicas, música que eriza la piel, brujería y superstición, tenemos Veneno para las hadas, quizá la mejor película de terror psicológico que se ha hecho en la historia del cine mexicano.

## Premios y reconocimientos
- Premios Ariel adjudicados:
  - Ariel de Oro para Carlos Enrique Taboada.
  - Ariel de Plata a la Mejor película para Carlos Enrique Taboada.
  - Ariel de Plata a la Mejor Fotografía para Lupe García.
  - Ariel de Plata a la Mejor Dirección para Carlos Enrique Taboada.
  - Ariel de Plata a la Mejor Edición para Carlos Savage.
  - Ariel de Plata a la Mejor Música de Fondo para Carlos Jiménez Mabarak.
  - "Diosa de Plata" de PECIME, a la mejor actuación infantil para Ana Patricia Rojo
  - "Bochica de Oro" del Festival Internacional de Cine de Colombia, mejor actuación infantil para Ana Patricia Rojo.

- Premios Ariel que quedaron en nominación:
  - Ariel de Plata a la Mejor Actuación Femenina para Elsa María Gutiérrez.
  - Ariel de Plata a la Mejor Actuación Femenina para Ana Patricia Rojo.
  - Ariel de Plata a la Mejor Argumento Original para Carlos Enrique Taboada.
  - Ariel de Plata a la Mejor Guion Cinematográfico para Carlos Enrique Taboada.
  - Ariel de Plata a la Mejor Ambientación para Enrique Ramírez.